# Ломако, Станислав Владимирович
Станислав Владимирович Ломако (бел. Станіслаў Уладзіміравіч Ламака; род. 17 марта 2002, Бобруйск, Могилёвская область) — белорусский футболист, полузащитник клуба «Белшина».

## Карьера
Выпускник футбольной Академии АБФФ. После выпуска футболист перебрался в солигорский «Шахтёр», где на протяжении 3 лет выступал за дублирующий состав. В начале 2022 года футболист перешёл в бобруйскую «Белшину», где продолжил выступать за дублирующий состав. В конце сезона стал подтягиваться к играм с основной командой бобруйского клуба. Дебютировал за клуб 6 ноября 2022 года в матче против мозырской «Славии», выйдя на замену на 82 минуте, а уже на 87 забил свой дебютный гол. По итогу дебютного сезона провёл за клуб 3 матча во всех турнирах.
Новый сезон начал с матча 4 марта 2023 года в рамках Кубка Беларуси против борисовского БАТЭ. Вылетел из розыгрыша Кубка Беларуси, с разгромным счётом уступив борисовскому клубу 11 марта 2023 года в ответном четвертьфинальном матче. Первый матч в чемпионате сыграл 19 марта 2023 года против «Сморгони». Первый гол в новом сезоне забил 22 апреля 2023 года в матче против мозырской «Славии», благодаря которому на последних минутах помог бобруйскому клубу вырвать ничью. На протяжении сезона футболист был в клубе одним из основных игроков, преимущественно выходя на замену, отличившись забитым голом и результативной передачей. По итогу сезона завершил чемпионат на последнем месте и вылетел в Первую лигу.

## Международная карьера
В 2017 году дебютировал за юношескую сборную Беларуси до 16 лет в товарищеском матче против Литвы. В августе 2018 года получил вызов в юношескую сборную Беларуси до 17 лет. Дебютировал за сборную в матче 15 августа 2018 года против Израиля. В октябре 2018 года вместе со сборной отправился на квалификационные матчи юношеского чемпионата Европы до 17 лет. В январе 2019 года стал победителем Кубка Развития. В марте 2019 года вместе со сборной снова отправился на квалификационные матчи чемпионата Европы. В матче 26 марта 2019 года против сборной Исландии отличился результативной передачей.

## Достижения
Беларусь (до 17)
- Победитель Кубка Развития — 2019